# Tabebuia chrysotricha
Tabebuia chrysotricha sin. T. flavescens, T. pedicellata,  ipé tabebuia,  tajibo (Bolivia), lapacho (Uruguay), guayacán (Colombia), árbol trompeta dorada, es una especie de árbol siempreverde de Brasil; 
crece de 7-11 m. Presenta flores amarillo doradas, a rojas en primavera. 
Es caducifolio,  porte globoso, heliófito, en formaciones abiertas de la selva atlántica de Brasil. Esta especie es muy utilizada en paisajismo por su rapidez de crecimiento.
Hojas compuestas 5-foliadas, foliolos elípticos con acumen de 5-10 cm de largo y 2,5-5 cm de ancho, opuestas, verde oscuras.
Tallos, pecíolos y hojas jóvenes con pubescencia dorada.
Fuera de Brasil es un árbol de calle y de jardín. El USDA la pone en zona 10 a 11, y moderadamente tolerante a sequía.

## Galería

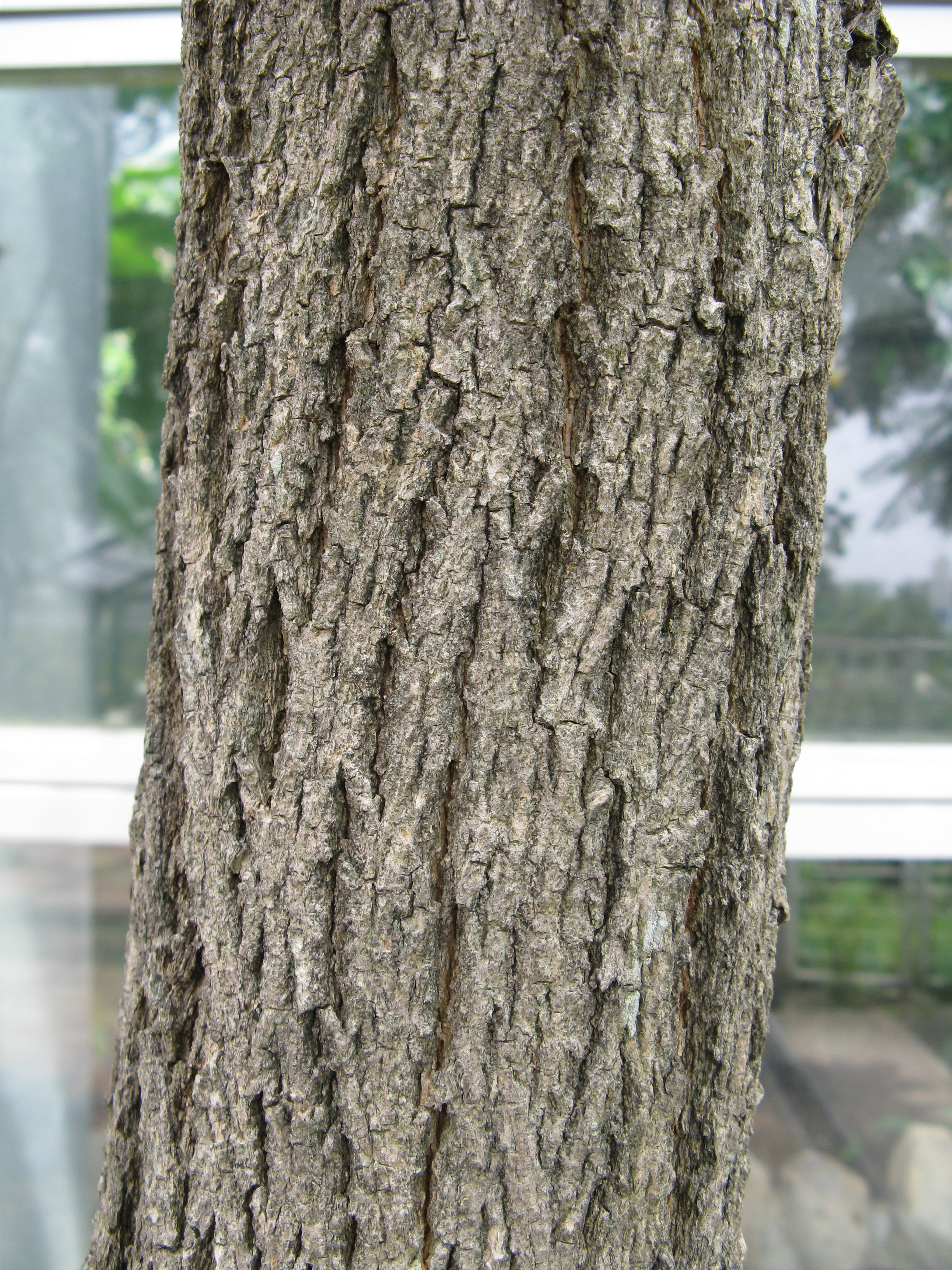
Tronco
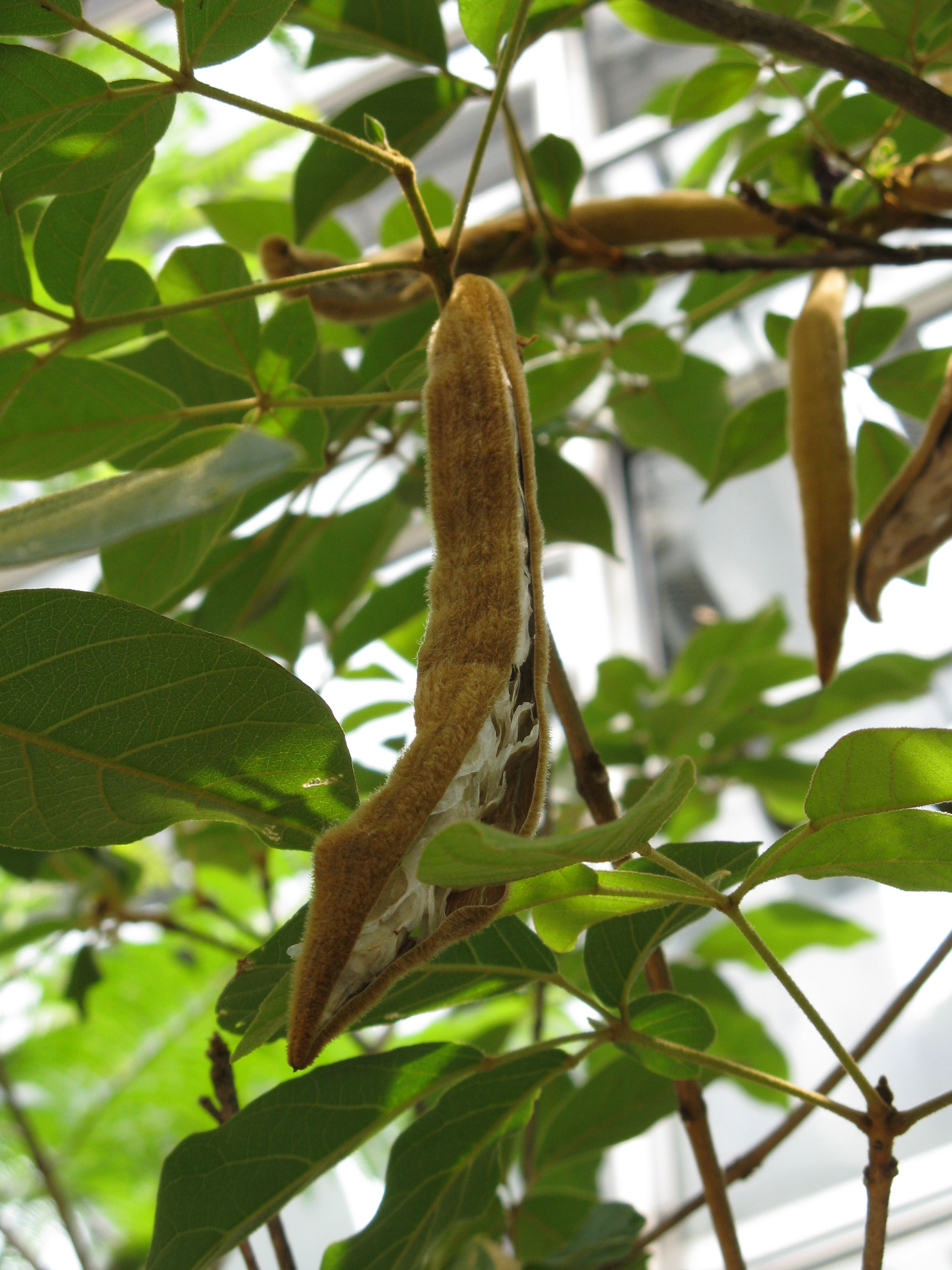
Fruto
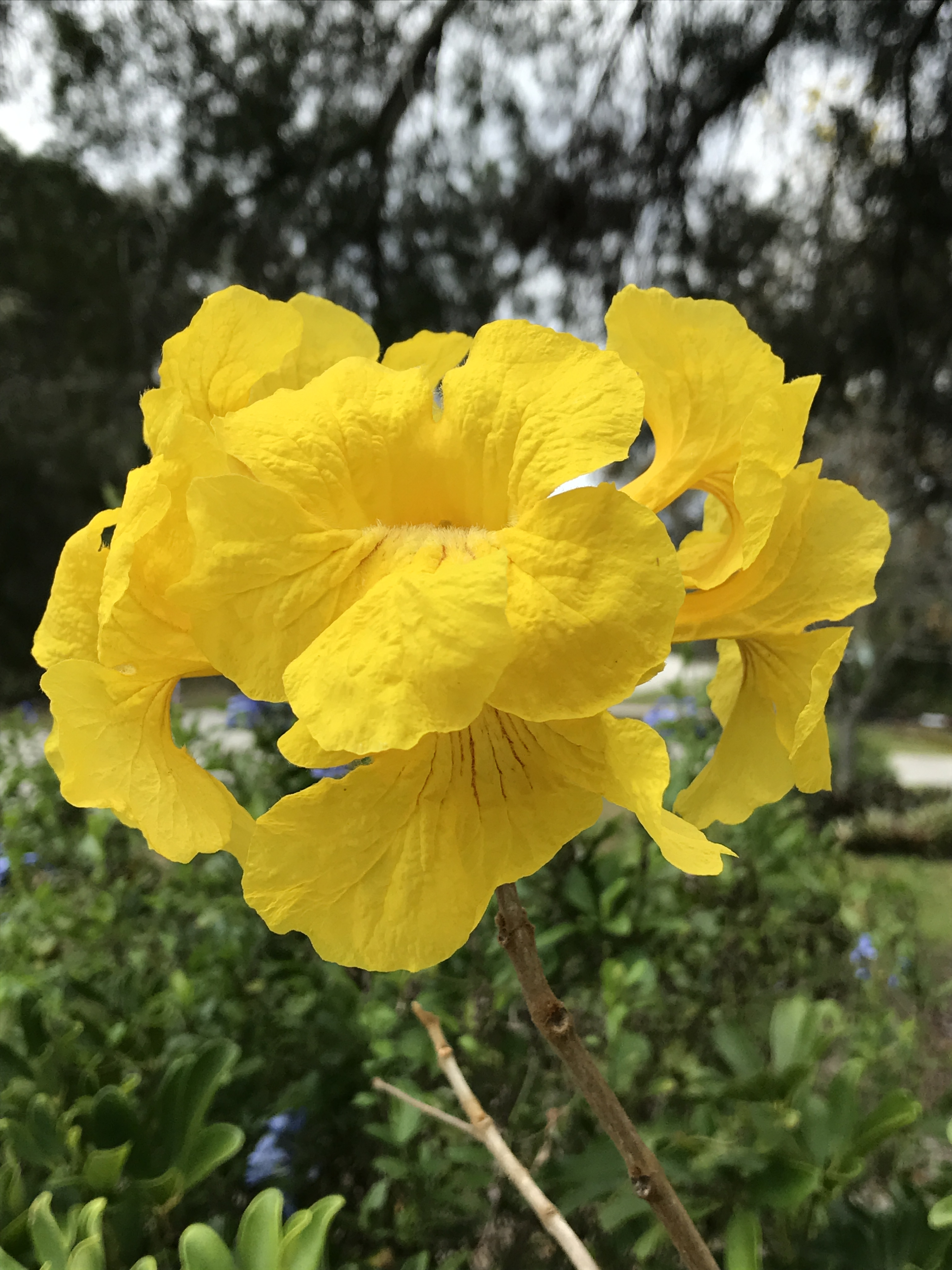
Flores
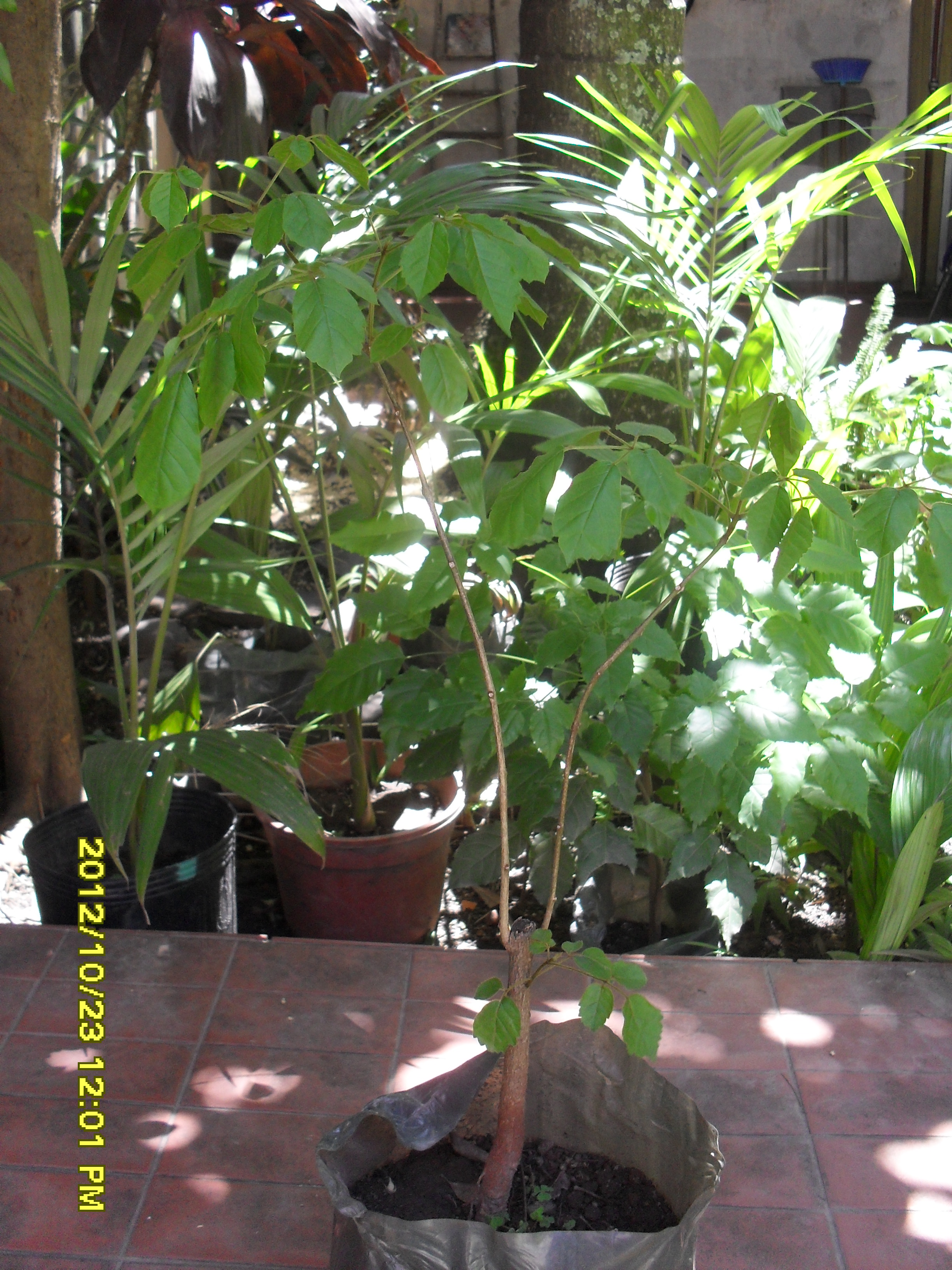
Vista lateral Tabebuia chrysotricha
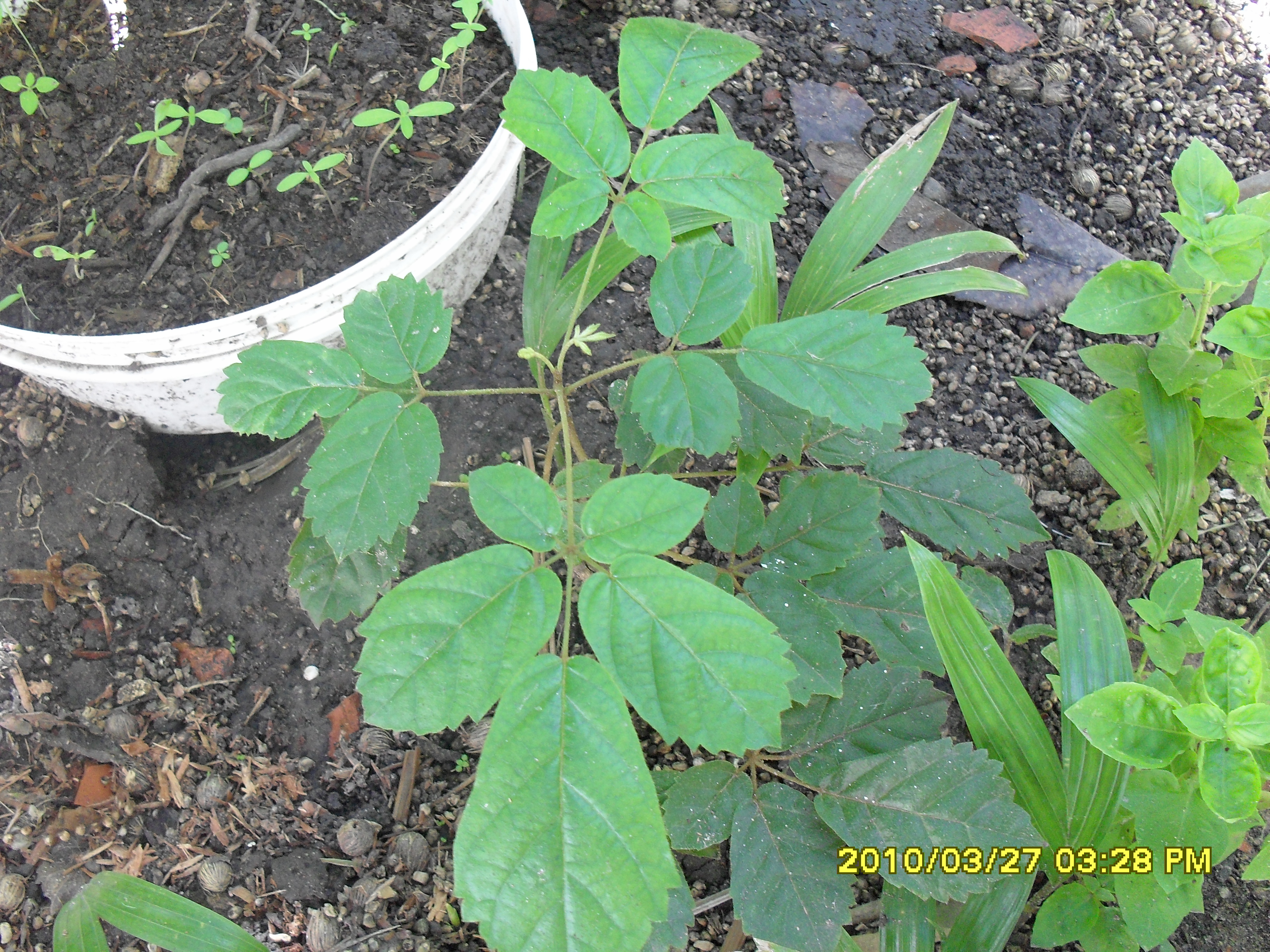
Vista aérea Tabebuia chrysotricha